# Forcipomyiinae
Forcipomyiinae es una subfamilia de dípteros nematóceros perteneciente a la familia Ceratopogonidae.
En esta subfamilia, tanto las propatas anteriores como posteriores están presentes en las larvas. Las larvas son tanto terrestres como acuáticas y se alimentan principalmente de algas y hongos. Algunas especies del género Forcipomyia son importantes polinizadoras del cacao.

## Géneros
- Atrichopogon Kieffer, 1906
- Atriculicoides Remm, 1976 †
- Forcipomyia Meigen, 1818